# 大和葛城山

大和葛城山（日语：／ Yamato Katsuragi-san），简称葛城山，是位于日本金刚山地的一座山峰，跨越奈良县御所市和大阪府南河内郡千早赤阪村的县界。山顶海拔959.2米（3,147英尺），为大阪府的最高峰，被列入日本三百名山之一。
大和葛城山位于金刚生駒纪泉国定公园内，与北部的二上山及南部的金刚山相连。大和葛城山在历史上有多个名称，在东侧的奈良县地区被称为“戒那山”、“天神山”或“鴨山”，而在西侧的大阪府地区则被称为“篠峰”。山顶区域被称为“葛城高原”，每年杜鹃花盛开时节吸引大量游客前来观赏。
葛城山的山脚下分布着多座神社与佛教寺院,如葛城一言主神社和九品寺等。登山者可通过东侧的葛城索道或多条难度与长度各异的徒步路线攀登山顶。山顶设有由当地政府运营的旅馆与露营地，为游客提供住宿与休息服务。

## 登山与交通

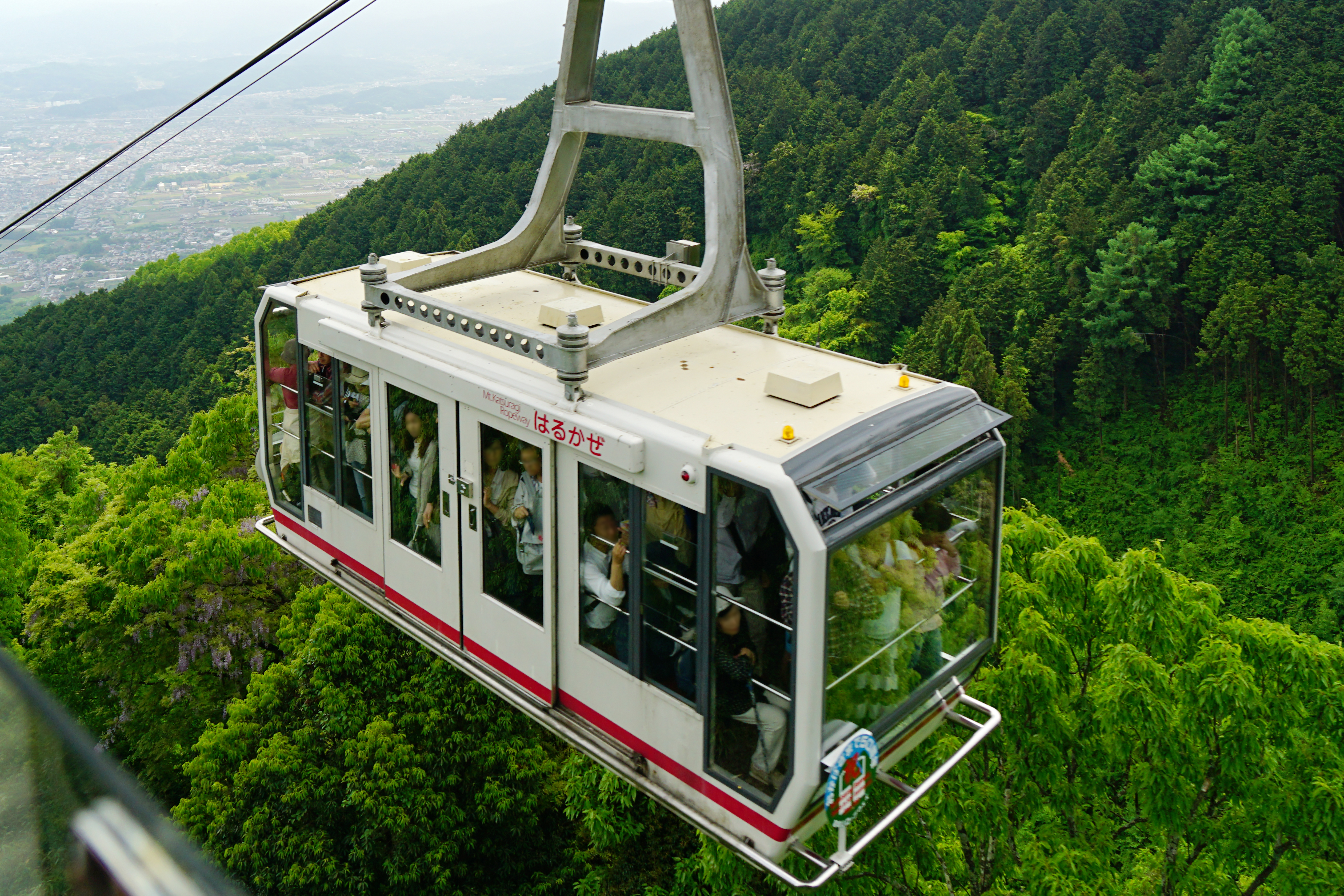
葛城山缆车

大和葛城山设有多条登山路线，其中从奈良县御所市出发的“櫛羅瀑布路线”（深谷道）和“北尾根路线”（秋津洲展望路线）是登山者攀爬大和葛城山的常用路径，这些路线可从御所线的御所站搭乘巴士前往登山口
。
櫛羅瀑布路线沿途经过櫛羅瀑布和行者瀑布，路线大致与葛城山索道平行。葛城山索道从山脚直达山顶，游客可以直接乘坐缆车而不是徒步到达山顶。
北尾根路线从櫛羅瀑布路线的同一登山口出发，沿索道北侧的山脊延伸，最终连接至钻石登山道
。北尾根路线在2010年3月完成整修并重新开放，经过修整后北尾根路线被改为“新登山道”。
天狗谷道的登山口位于大阪府一侧，曾可通过近铁长野线富田林站搭乘金刚巴士的“千早线”抵达水越峠附近。然而金刚山巴士公司于2023年12月停止运营，该线路现已不再可行
。
钻石登山道在大和葛城山和金刚山之间经过水越峠，并与国道309号旧道交汇，是连接两座山峰的主要登山通道。

## 观光

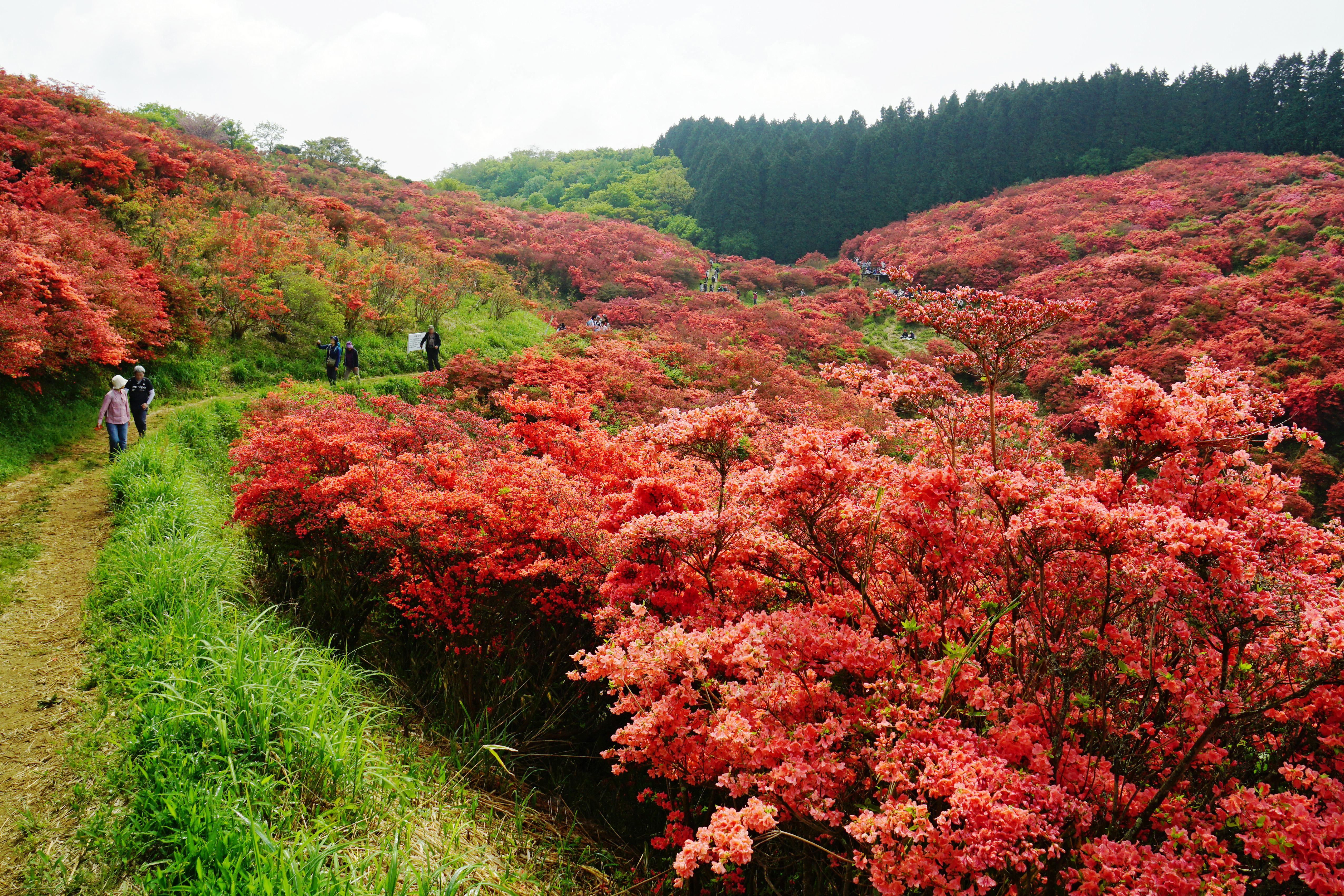
杜鹃园

大和葛城山的山顶附近分布着大量的杜鹃，每年5月上旬开始开花，中旬进入最佳观赏期
。大和葛城山顶过去被茂密的箬竹覆盖，但在1970年前后，笹开花后全部枯死，其空地上自然生长出杜鹃。由于笹的生命力极强，为了保护杜鹃，每年需要进行两次除笹(箬竹)作业 
。

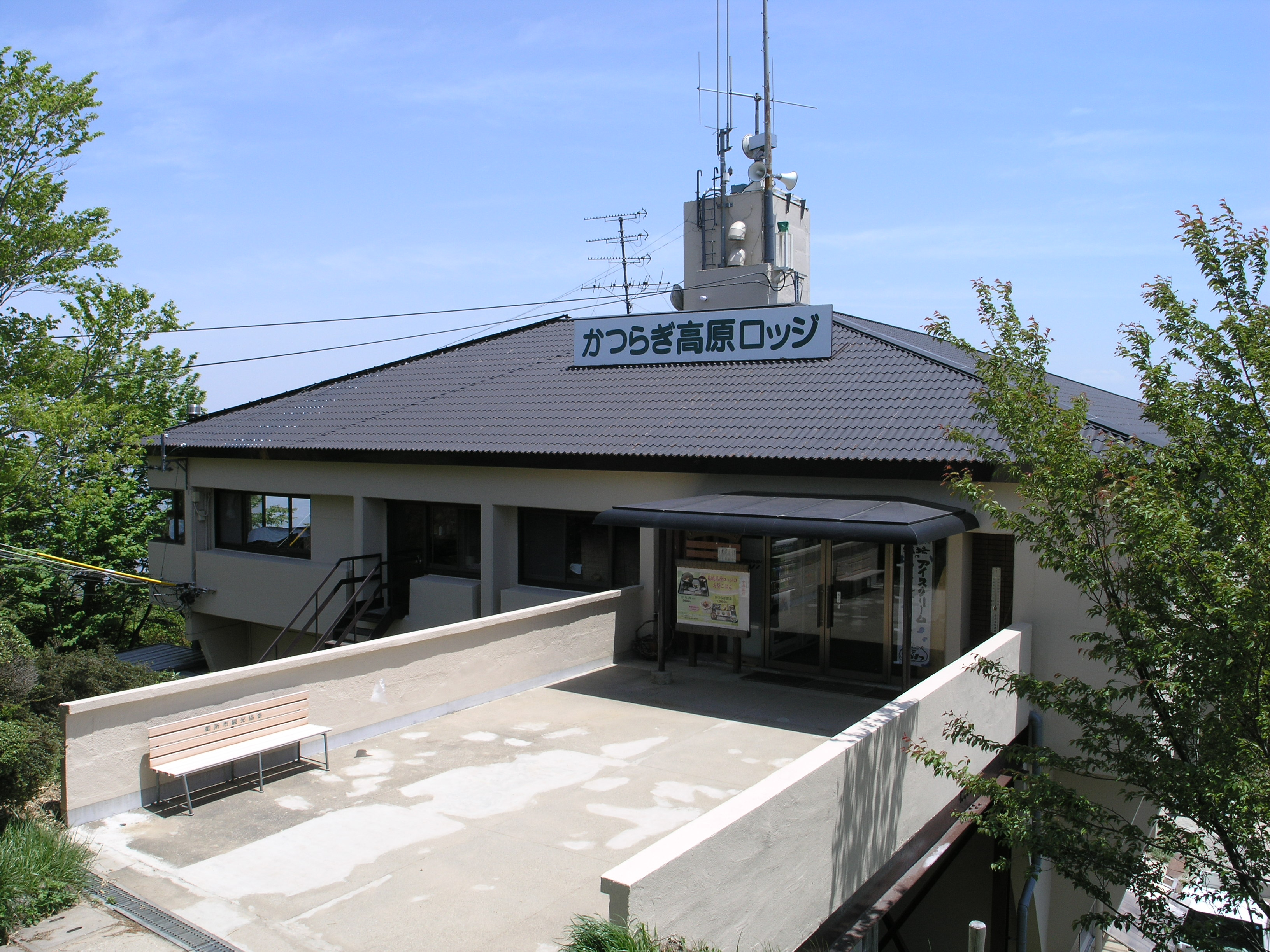
葛城高原山小屋

山顶设有“葛城高原山小屋”，提供住宿、餐饮、日间温泉及露营地等多种服务设施，游客可以选择在此处安营扎寨。

## 交通方式
- 铁路：乘坐近畿日本铁道（近铁）御所线，在近铁御所站下车，可换乘巴士或步行至登山口。
- 索道：从奈良县侧的葛城登山口乘坐葛城山索道，可直达山顶附近。

### 引用
1. 1 2 3 4   (pdf). 近畿日本鉄道株式会社.   [2014-04-03]. （原始内容存档 (PDF)于2024-04-13）.
2. 1 2  竹內理三（日语：竹内理三）、北原進（日语：北原進）、杉山博（日语：杉山博）、竹內誠（日语：竹内誠 (歴史学者)）、所理喜夫（日语：所理喜夫）、西垣晴次（日语：西垣晴次）、永島福太郎（日语：永島福太郎）、木村博一、狩野久（日语：狩野久）、千田稔（日语：千田稔 (歴史地理学者)） (编).  . 角川日本地名大辭典 29 . 角川書店. 1990-03-08. ISBN 4-040-01290-9 （日语）.
3. ↑   . 每日新聞社. 1997. ISBN 4620605247.
4. ↑  池田末則、横田健一（日语：横田健一） (编).  . 日本歴史地名大系 30. 平凡社. 1981-06-23. ISBN 978-4582490305.
5. ↑  . 御所市观光协会.   [2015-11-10]. （原始内容存档于2017-08-22）.
6. ↑  . 葛城修験日本遺産.   [2024-11-24]. （原始内容存档于2025-01-05）.
7. ↑  . 大和路アーカイブ 奈良観光公式サイト.   [2024-11-24]. （原始内容存档于2024-11-27）.
8. 1 2  . 国民宿舎 葛城高原山小屋.   [2015-03-02]. （原始内容存档于2025-02-09）.
9. ↑  中島俊郎.   (学位论文). 甲南大学. 2016.
10. ↑  . ヤマレコ. 2024-10-27  [2024-11-24]. （原始内容存档于2025-01-26）.
11. 1 2  . 御所市.   [2015-04-19]. （原始内容存档于2013-03-16）.
12. ↑  . 読売新聞. 2023-12-30  [2024-11-24]. （原始内容存档于2024-01-14）.
13. ↑  . 御所市観光協会.   [2015-03-02]. （原始内容存档于2017-08-22）.
14. ↑  . 御所市観光協会.   [2015-03-02]. （原始内容存档于2017-08-22）.
15. ↑  朝日新聞.  . 2009/04/26: 31.
16. ↑  . 国民宿舎 葛城高原山小屋.   [2015-03-02]. （原始内容存档于2015-04-16）.

### 其他
- 『関西百名山』山と溪谷社，2003年ISBN 978-4635590440 （日語）
- 千早赤阪村官方网站 （日語）
- 近铁御所线信息 （日語）